# Eduardo Cansino
Eduardo Cansino (Castilleja de la Cuesta, 2 de março de 1895 – Pompano Beach, 24 de dezembro de 1968) foi um bailarino e ator. Irmão da bailarina espanhola Elisa Cansino, e pai de três filhos, dos quais, dois se tornaram famosos como atores.
Cansino nasceu em Castilleja de la Cuesta, Espanha. Em 1917 casou com Volga Hayworth, sua parceira em Ziegfeld Follies. Tiveram três filhos:
- Margarita Carmen Cansino
- Eduardo Cansino Jr.
- Vernon Cansino

A primeira começou a fazer filmes em Hollywood, e iria se tornar a famosa atriz e dançarina Rita Hayworth, tendo como sobrenome profissional o nome de solteira de sua mãe.
Eduardo Cansino morreu em Pompano Beach, Flórida.

## Filmografia
- Sombrero (1953)
- Salome (1953)
- The Loves of Carmen (1948)
- Dancing Pirate (1936)
- Golden Dawn (1930)
- Anna Case in La Fiesta (1926)